# Zaiki (obwód smoleński)
Zaiki (ros. Заики) – wieś (ros. деревня, trb. dieriewnia) w zachodniej Rosji, w osiedlu wiejskim Titowszczinskoje rejonu diemidowskiego w obwodzie smoleńskim.

## Geografia
Miejscowość położona jest nad Pieriedielnią, przy drodze regionalnej 66N-0517 (66N-0509 – Borok – 66N-0505), 19 km od centrum administracyjnego osiedla wiejskiego (Titowszczina), 17,5 km od centrum administracyjnego rejonu (Diemidow), 53,5 km od stolicy obwodu (Smoleńsk), 50 km od granicy z Białorusią.
W granicach miejscowości znajdują się ulice: Kołchoznaja, Moskowskaja, Oriechowaja, Sosnowaja.

## Demografia
W 2010 r. miejscowość zamieszkiwało 6 osób.

## Historia
W czasie II wojny światowej od lipca 1941 roku wieś była okupowana przez hitlerowców. Wyzwolenie nastąpiło we wrześniu 1943 roku.
Na mocy uchwały z dnia 28 maja 2015 roku wszystkie miejscowości (w tym Zaiki) zlikwidowanej jednostki administracyjnej Szapowskoje weszły w skład osiedla wiejskiego Titowszczinskoje.